# 京都府道・滋賀県道5号木津信楽線
京都府道・滋賀県道5号木津信楽線（きょうとふどう・しがけんどう5ごう きづしがらきせん）は、京都府木津川市を起点に滋賀県甲賀市信楽町中野に至る府県道（主要地方道）である。

## 概要

### 路線データ
- 起点：京都府木津川市木津（国道24号交点、国道163号重複区間内）
- 終点：滋賀県甲賀市信楽町中野（国道307号（国道422号 重複）交点）

## 歴史
- この道は742年、奈良時代に紫香楽宮と恭仁宮とを結ぶ古道であった。
- 1954年（昭和29年）
  - 1月20日 - 建設省（現・国土交通省）が前身となる水口木津線（滋賀県甲賀郡水口町 - 京都府相楽郡木津町）を主要地方道に指定[1]。
  - 9月6日 - 滋賀県が主要県道9号水口木津線を認定。
- 1955年（昭和30年）10月18日 - 京都府が主要府道5号水口木津線を認定。
- 1960年（昭和35年） - 滋賀県が水口木津線の整理番号を326へ変更。
- 1969年（昭和44年）12月4日 - 一般国道307号を指定公布（滋賀県彦根市～大阪府枚方市）。
- 1971年（昭和46年）6月26日 - 建設省が主要府県道水口木津線のうち一般国道307号に編入されなかった区間をもって木津信楽線を主要地方道に指定[2]。
- 1972年（昭和47年）
  - 3月21日 - 滋賀県が主要県道344号木津信楽線を認定[3]。
  - 3月28日 - 京都府が主要府道5号木津信楽線を認定。
- 1990年（平成2年）9月17日 - 滋賀県が県道番号を344から5へ変更。
- 1993年（平成5年）5月11日 - 建設省から、主要府県道木津信楽線が木津信楽線として主要地方道に再指定される[4]。

## 路線状況

### 重複区間
- 国道163号（木津川市木津 - 木津川市加茂町井平尾）

## 地理

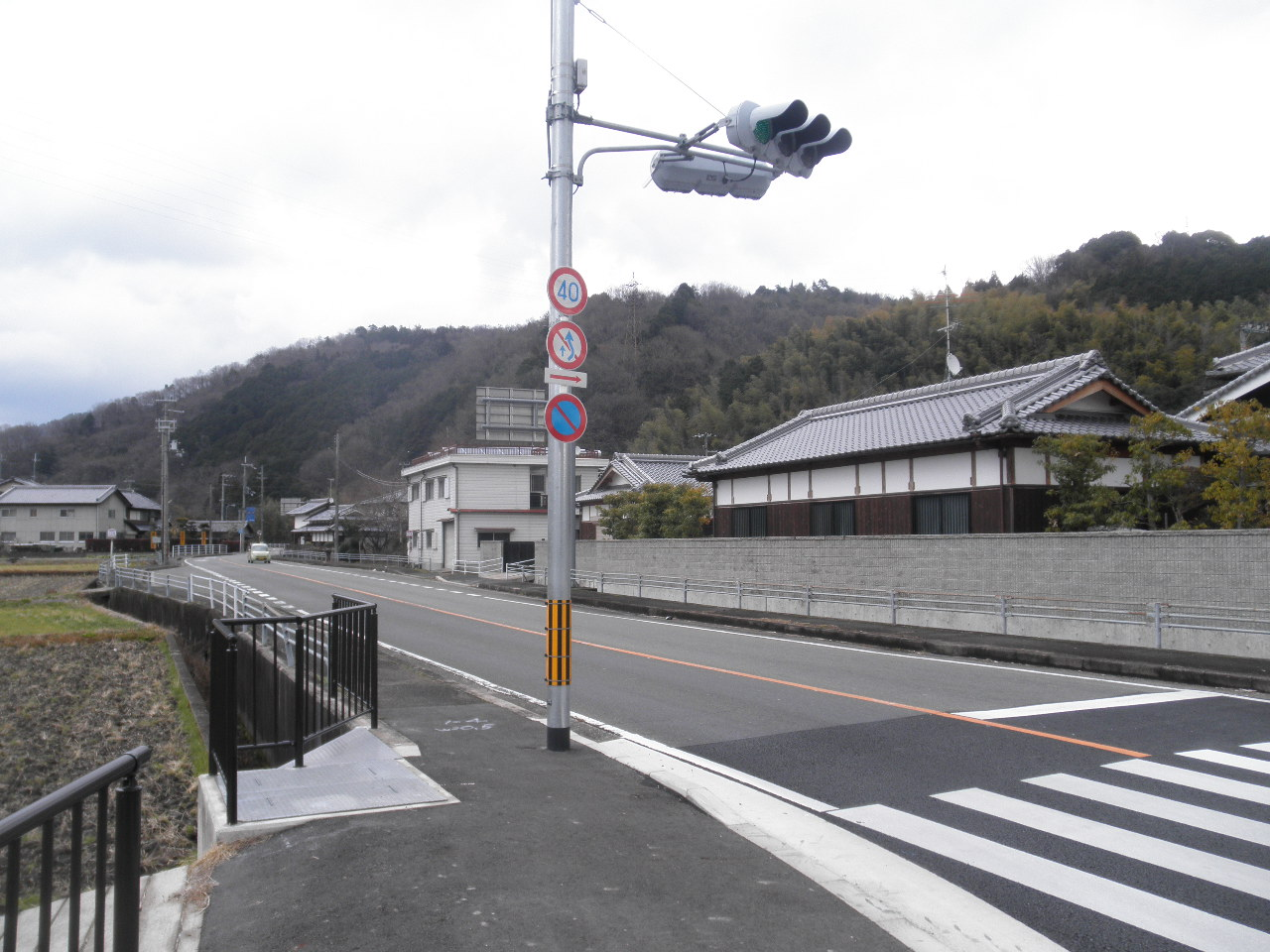
単独区間起点付近
京都府木津川市加茂町井平尾字久保で撮影

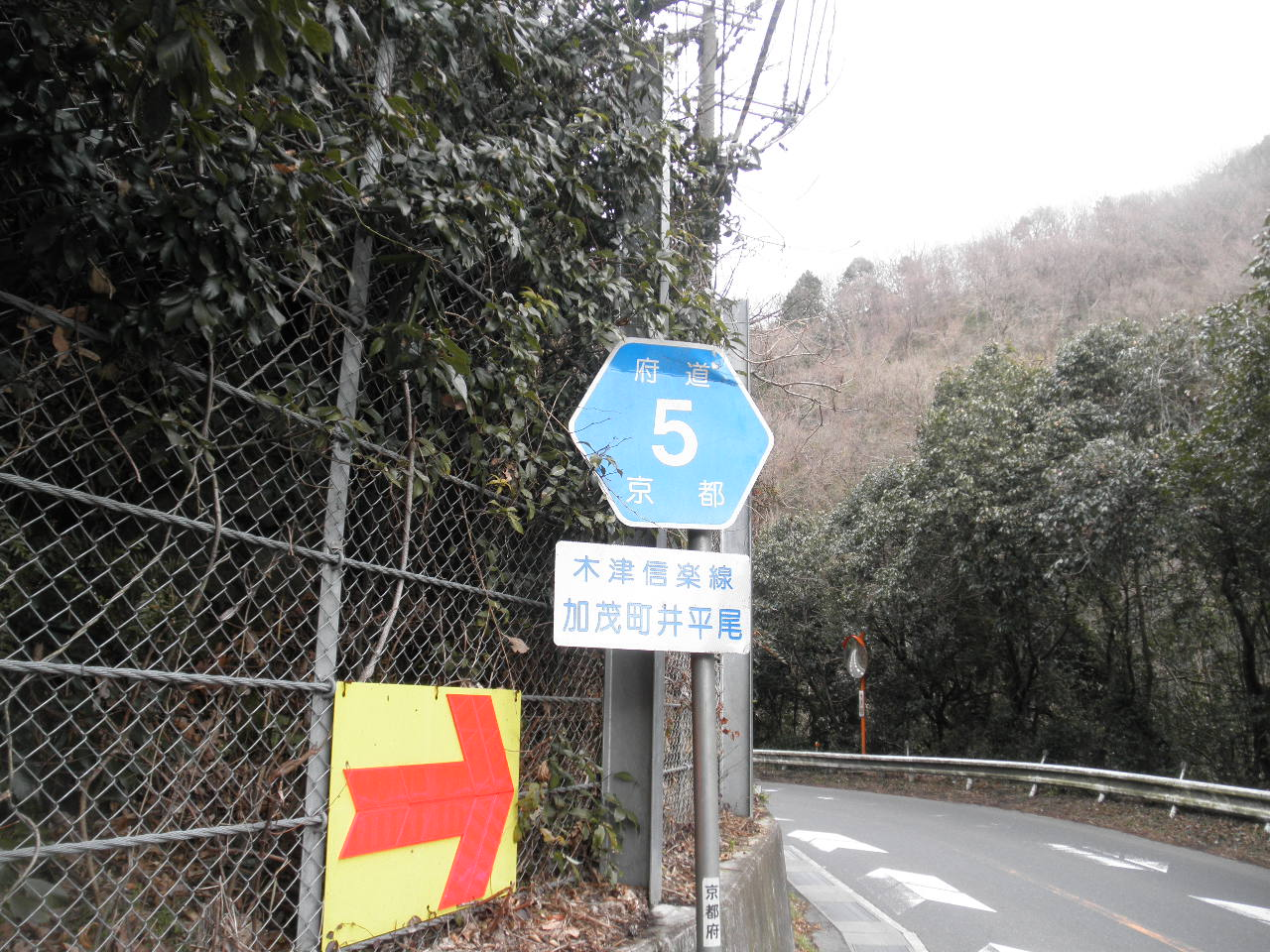
本道の標識
京都府木津川市加茂町井平尾字樋田で撮影

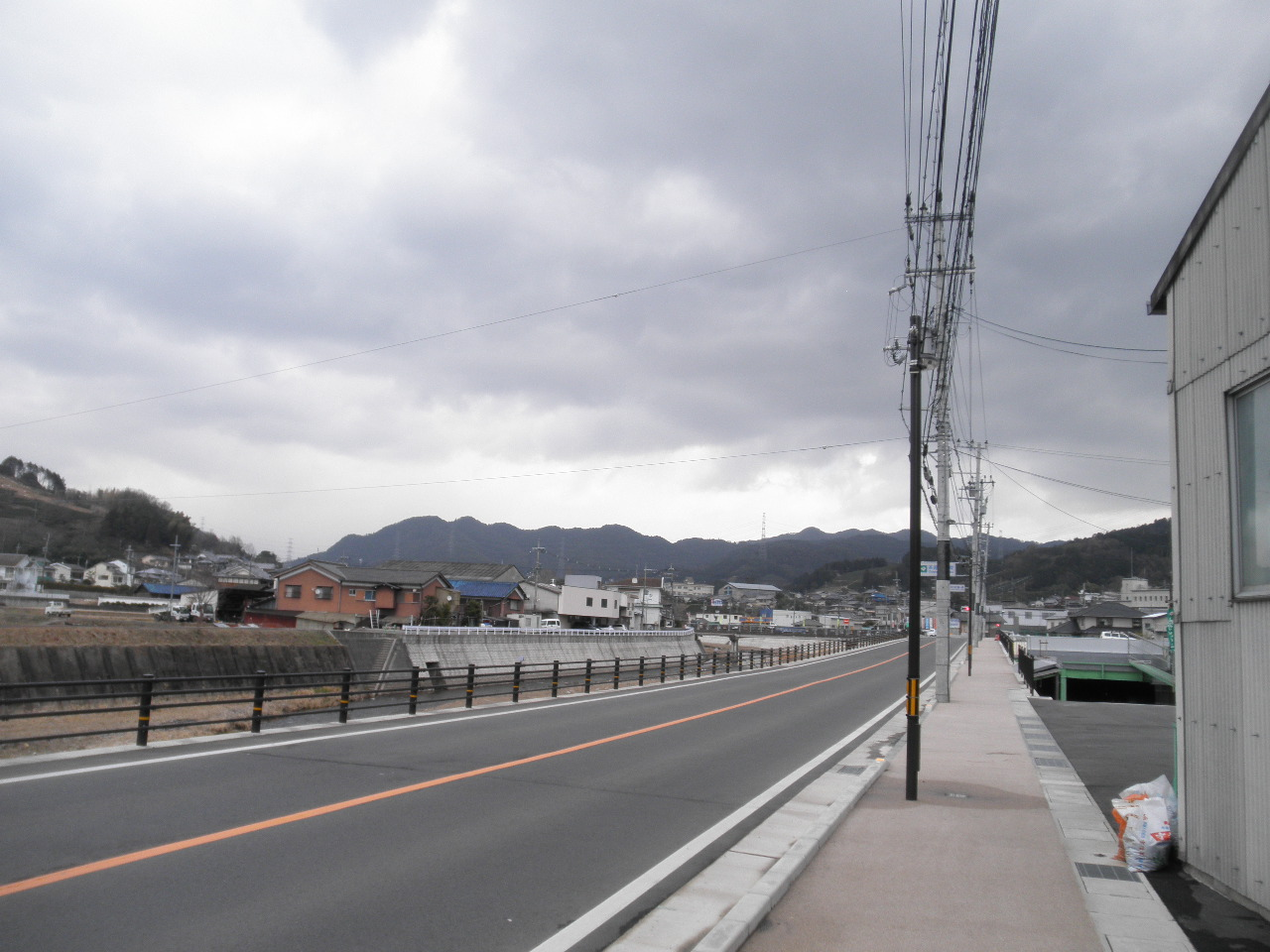
和束町中心部
京都府相楽郡和束町釜塚生水 京都府道・滋賀県道5号木津信楽線

### 通過する自治体
- 京都府
  - 木津川市
  - 相楽郡和束町
- 滋賀県
  - 甲賀市

### 交差する道路
- 国道24号（国道163号 重複）（京都府木津川市山城町上狛四丁町・上狛四丁町交差点、起点）
- 京都府道44号奈良加茂線（京都府木津川市加茂町岡崎上八反田）
- 国道163号（京都府木津川市加茂町井平尾）
- 京都府道62号宇治木屋線（京都府相楽郡和束町南下河原）
- 京都府道283号奥山田射場線（京都府相楽郡和束町湯船）
- 国道307号（国道422号 重複） 近江グリーンロード（滋賀県甲賀市信楽町中野、終点）

### 沿線にある施設など
- 和束川
- 和束町役場
- 和束郵便局
- 相楽東部広域連合立和束中学校
- 相楽東部広域連合立和束小学校
- 元・道の駅茶処_和束
- NTT西日本南京都支店和束別館
- 湯船森林公園
- 朝宮ゴルフコース
- 杉尾神社
- しがらきニュータウン
- 信楽スポーツセンターノースランド